# Evelyne Leu
Evelyne Leu (Bottmingen, 7 luglio 1976) è un'ex sciatrice freestyle svizzera.

## Palmarès

### Olimpiadi
- 1 medaglia:
  - 1 oro (Torino 2006 nei salti)

### Mondiali
- 1 medaglia:
  - 1 argento (Ruka 2005 nei salti).